# Buenavista (Cuauhtémoc)

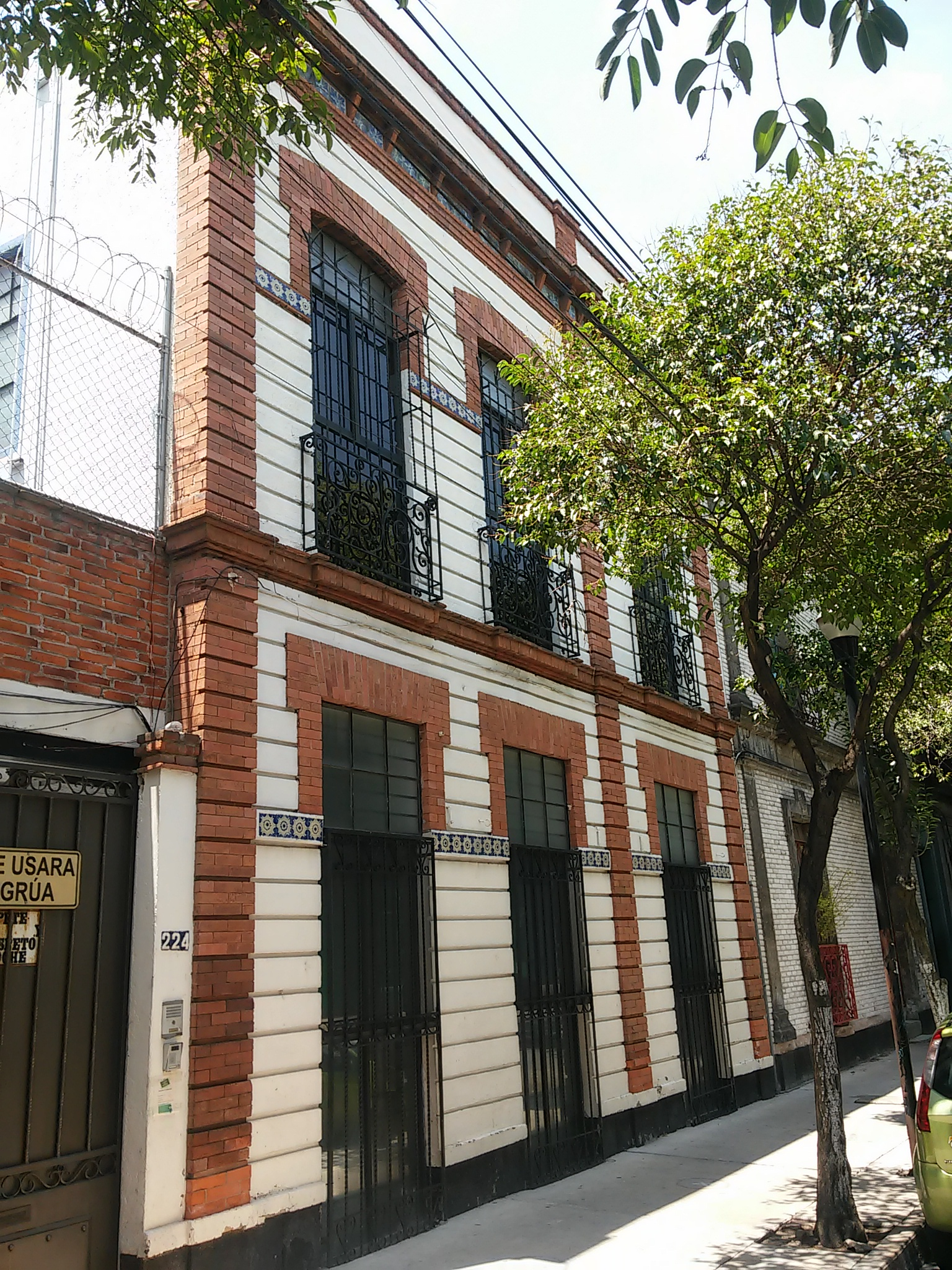
Casa del escultor Enrique Guerra, en la calle Carlos J. Meneses 224

La colonia Buenavista es un pueblo y cabecera delegacional ubicado en los límites del Centro Histórico de la Ciudad de México. En esta colonia se encuentran el edificio central de la alcaldía Cuauhtémoc y la estación de Ferrocarriles de Buenavista, hoy terminal del ferrocarril suburbano, entre otros.
Esta está ubicada al suroeste de la Plaza de las Tres Culturas, limitada al norte por el Eje 1 Norte con el Conjunto Urbano Nonoalco-Tlatelolco; al oriente por el Eje 1 Poniente Calle Guerrero y la Colonia Guerrero; al sur por la Avenida México-Tenochtitlán y la Colonia Tabacalera; y al poniente por Avenida Insurgentes Norte y la Colonia Santa María la Ribera.

## Origen de nombre
Se le dio este nombre por la Hacienda de los Marqueses de Buenavista en la época colonial cuya casa principal era el hoy Museo Nacional de San Carlos.

## Historia
La colonia Buenavista surgió entre las populosas colonia Guerrero y Santa María la Ribera. 
Casi por su parte central pasaba el acueducto de Santa Fe que depositaba sus aguas a la caja de la Mariscala, en la parte trasera del hoy Palacio de Bellas Artes. Actualmente aloja al Museo Nacional de San Carlos. La plazuela tenía árboles frondosos y bien cuidados. Enormes huertas complementaban el paisaje casi todas ubicadas a lo largo de la calzada de San Cosme. 
Al iniciarse en 1871 el paulatino derrumbe de la arquería del acueducto, el Ayuntamiento de México inició la venta de los terrenos de este lugar. Para establecer la terminal del FF.CC. Mexicano, vía que construyó Antonio Escandón, quien adquirió la residencia de Ignacio Cortina Chávez ubicada en la plazoleta para abrir lo que es la calle de Buenavista a efecto de darle mejor acceso a la terminal, cuyo edificio principal se construyó en los terrenos que hoy ocupa la alcaldía Cuauhtémoc.
A consecuencia de los sismos de 1985, fueron expropiados 94 inmuebles, para constituir en ellos, vivienda para los damnificados.

## Estación Buenavista
Fue una estación ferrocarrilera inaugurada el 20 de enero de 1873 por el presidente Sebastián Lerdo de Tejada. Durante muchos años fue la puerta de entrada al resto del país. En la plazoleta frente a su acceso principal se construyó un Monumento a Colón, el cual subsiste. Diversos edificios fueron construidos en esta área para el servicio de las empresas Ferrocarril Mexicano, Ferrocarril Nacional y Ferrocarril Central, las cual en el siglo XX se fusionarían en Ferrocarriles Nacionales de México.
En 1957, el entonces presidente Adolfo Ruiz Cortines, anunció en su V Informe de Gobierno, la construcción de la nueva Estación de Pasajeros de Ferrocarriles Nacionales, la cual tendría un costo de 20 millones de pesos y sería edificada 500 metros más hacia el norte, lindando con el nuevo Conjunto Urbano Nonoalco Tlatelolco y la zona de Nonoalco. 
En los años 60 el conjunto de terminales establecidas en este predio fueron demolidas, y en sus terrenos serían construidas el edificio delegacional de la hoy alcaldía Cuauhtémoc, obra de Teodoro González de León de 1972, y la sede central del Partido Revolucionario Institucional. Colindando a este terreno ya en la colonia Guerrero se estableció la mueblería "Muebles Baltasar", la cual se popularizó por patrocinar la estación XEQK La hora exacta con el eslogan "Muebles Baltasar, en la esquina que domina Aldama y Mina, en Buenavista".

## Transporte
- Metro Buenavista
- Metro Guerrero
- Metro Hidalgo
- Metro Revolución
  - Metrobús Línea 1, estaciones Buenavista, El Chopo y Revolución
  - Metrobús Línea 3, estaciones Buenavista, Guerrero y Mina
- Metrobús línea 4, estaciones Buenavista, Delegación Cuauhtémoc, México-Tenochtitlan, Museo San Carlos.
- Estación Buenavista del Tren Suburbano

## Residentes ilustres
- Enrique Guerra (1871–1943) Destacado escultor originario de la ciudad de Xalapa. Vivió hasta su muerte en la calle Carlos J. Meneses 224

## Sitios de interés
- Tianguis Cultural del Chopo
- Biblioteca Vasconcelos
- Oficinas centrales del ISSSTE
- Centro Comercial Forum Buenavista